# Leyendecker
Leyendecker (auch Leiendecker) war eine frühere Bezeichnung für den Beruf des Schieferdeckers.
Die Berufsbezeichnung gab es auch als Leiendecker oder Leidecker. Der erste Bestandteil der Wörter ist mittelhochdeutsch lei(e) für „Schiefer“. Ursprünglich leitete sich das Wort wohl vom keltischen Wort lika, likka ab, das die Bedeutung Steinplatte hat. Leyendecker waren also die Dachdecker, die sich auf die Arbeiten mit Schiefer spezialisiert hatten. Um 1100 gab es bereits Leyendecker-Zünfte im Raum Trier. Um 1300 tauchte die Berufsbezeichnung auch in Köln auf. 1363 gab es in Trier 24 Leyendecker, aber nur einen Strohdecker. Mit Leyen waren Hausdächer gemäß Anordnungen zur Brandverhütung des 18. Jahrhunderts im Kurfürstentum Trier zu decken. Aus der Bezeichnung entwickelte sich der heutige Familienname Leyendecker (auch Leiendecker oder Leydecker). Der nachweislich erste mit diesem Namen in Köln war eine Person mit dem Vornamen Franco.